# 神湫村
神湫村，属于陕西省耀州区演池乡下的行政村之一，包括张村、柳沟、神湫村、新庄子、庙底五个自然村。在当地，人们将神湫村的“湫”字发音为“zhou”，而不是标准的“qiu”，当地人也不清楚为何。
据神湫村一名姓周的林业员考据，神湫村得名可能是神奇的潭水的意思。“湫”有潭水的含义，而据该周姓林业员考证，在自然村神湫村的山沟里，地质层显示有淤积的土壤痕迹，有可能是早期该地土坡塌方形成一个环抱的洼地，而经久蓄水形成水潭，后土压又导致溃堤，现在这一水潭早已不见。神湫村地处黄土高原，干旱少雨，因此当时的水潭客可称为神奇。
神湫村早年贫穷落后，在1990年后因种植经济作物苹果，让当地的农民收入颇有改观。